# 쉬벌리 2
쉬벌리 2(Chivalry 2)는 톤 배너 스튜디오에서 개발하고 트립와이어 인터랙티브에서 배급한 2021년 출시된 멀티플레이어 핵 앤드 슬래시 액션 비디오 게임이다. 쉬벌리: 미디벌 워페어(Chivalry: Medieval Warfare, 2012)의 후속작으로, 2021년 6월 8일에 Windows, PlayStation 4, PlayStation 5, Xbox One, Xbox Series X and Series S로 출시되었다.

## 게임 플레이
쉬벌리 2는 1인칭 또는 3인칭으로 플레이하는 액션 게임으로, 시리즈 최초로 도보 또는 말을 타고 플레이할 수 있다.
게임에서 플레이어는 워해머, 메이스, 장검, 배틀 액스와 같은 다양한 중세 근접 무기를 장비하지만, 활, 석궁, 투창도 사용할 수 있다. 새로운 무기는 맵의 무기 은닉처에서 찾을 수 있다. 플레이어는 세 가지 기본 근접 공격 패턴을 가지고 있다: 베기, 오버핸드 베기, 찌르기이며, 이는 함께 연쇄 공격으로 연결할 수 있다. 공격은 또한 더 느리지만 더 높은 피해를 주는 강한 공격을 위해 충전할 수 있다. 플레이어는 또한 적의 공격을 막아야 하며, 적절한 타이밍에 상대를 비틀거리게 하고 공격을 막아낼 수 있다. 계획되지 않은 공격으로 인해 아군 사격이 발생할 수 있으므로 플레이어는 무기를 휘두르는 방식을 인지해야 한다. 플레이어는 또한 전장의 플레이어의 잘린 머리와 사지를 집어 무기로 사용할 수 있다. 또한 근접 무기를 적에게 던질 수 있지만, 이는 플레이어를 무방비 상태로 만들 수 있다.
모든 팀 기반 모드는 파란색과 흰색 갑옷을 입은 아가타 기사단과 빨간색과 검은색 갑옷을 입은 메이슨 기사단을 대립시킨다. 세 번째 세력인 테노시안 제국은 나중에 업데이트에서 출시되었다. 게임에는 최대 64명의 플레이어를 지원하는 팀 데스매치와 팀 목표 모드, 그리고 자유 전투 데스매치 모드가 포함된다. 팀 목표 모드에서는 한 그룹이 상대 팀의 성에 침입하여 맵에 따라 최종 목표를 파괴하거나, 플레이어가 조종하는 공작을 안전 지대로 호위하거나, 적 공작을 제거하거나, 남은 적 플레이어를 모두 죽여야 하며, 다른 그룹은 성을 방어하는 임무를 맡는다. 전투는 다양한 단계로 나뉘며, 각 단계는 고유한 목표를 가지고 있다. 특정 맵에서는 공격하는 플레이어가 성을 성공적으로 습격하면 공격 또는 방어 팀의 상위 플레이어(맵에 따라 다름)가 공작이 되어 다양한 게임 플레이 이점을 얻을 수 있다. 전투의 각 단계는 시간이 제한되어 있으며, 침입자가 시간 내에 목표를 완료하지 못하면 방어자가 경기에 승리한다.
2021년 10월 26일에 "난투 모드"가 도입되었는데, 이는 최대 40명의 플레이어가 물고기, 의자, 병, 밀대, 빵, 칠면조 다리와 같은 비전통적인 무기만 사용할 수 있는 자유 전투 모드이다. 2022년 6월 12일부터 이 게임은 PC 출시를 위한 에픽 게임즈 스토어와 함께 Steam 스토어에서 이용 가능해졌다. 2022년 10월 4일부터 이 게임은 Xbox 게임 패스에서 이용 가능해졌다.
10번의 주요 업데이트 끝에 "참수"는 게임의 마지막 주요 업데이트로 발표되었다. 2024년 5월 22일에 출시되었다. 두 달 후 크리에이티브 디렉터는 "Chivalry의 앞으로의 길"이라는 제목의 업데이트 게시물을 작성했으며, 이는 앞으로 더 많은 Chivalry 게임이 출시될 것임을 암시했다.

## 개발
톤 배너 스튜디오는 2017년에 게임 개발을 시작했다. 톤 배너에 따르면, 이 게임은 검투 시뮬레이션 게임으로 설계되지 않았으며, 플레이어가 전장에서 찾은 모든 것을 무기로 사용할 수 있기 때문에 전투가 "펜싱 경기보다 바 싸움"과 더 비슷할 것이라고 한다. Monty Python은 종종 이 기능의 영감으로 인용되었다. 게임 개발의 주요 목표는 플레이어 수를 64명으로 크게 늘려 규모를 확대하는 것이었다. 이러한 대규모 전투를 특징으로 하는 팀 목표 모드의 게임 플레이와 구조는 Game of Thrones와 The Lord of the Rings에서 영감을 받았으며, 팀은 이를 "유연하고 영화 같은 경험"이라고 묘사했다.
쉬벌리 2는 트립와이어 인터랙티브 배급사에 의해 E3 2019의 PC 게이밍 쇼에서 발표되었다. 오픈 베타는 2021년 5월 27일에 시작하여 6월 1일까지 진행되었다. 이 게임은 1년 독점 계약으로 Epic Games Store를 통해 Microsoft Windows, PlayStation 4, PlayStation 5, Xbox One, Xbox Series X and Series S에 2021년 6월 8일에 출시되었으며, 크로스 플랫폼 플레이를 지원했다. Deep Silver가 이 게임의 소매 출판 파트너로 활동했다.

## 평가
쉬벌리 II는 메타크리틱에 따르면 "전반적으로 호의적인" 평가를 받았다.
IGN의 레아나 헤퍼는 쉬벌리 2의 전투를 칭찬하며 "핵 앤 슬래시의 재미와 숙련된 중세 근접전의 훌륭한 조화로 인해 쉬벌리 2의 64인 중세 난투는 매우 재미있다"고 썼다. PC 게이머는 게임이 전투와 코미디의 균형을 맞춘 방식을 좋아하며 "높은 숙련도와 낮은 코미디의 훌륭한 조합이며, 현존하는 최고의 중세 전투 게임"이라고 묘사했다.
피시게임스엔은 맵을 즐겼으며, 해당 지역의 디자인과 규모를 "할리우드 블록버스터"와 "몬티 파이튼"에 비유했다. Rock, Paper, Shotgun의 브렌던 칼드웰은 클래스가 다양한 플레이 스타일을 제공한다고 느꼈지만, 데스매치 모드를 비판하며 "목표 기반 전투의 영웅적인 (또는 재앙적인) 순간이 부족하고, 일부는 실망스러울 정도로 짧다"고 평했다.
2021년 8월 18일, 톤 배너는 이 게임이 100만 장 판매되었다고 발표했다. Steam 출시 후, 출시 10일 이내에 추가로 30만 장이 판매되었다.